# Моли Рингволд
Моли Кетлин Рингволд (енгл. Molly Kathleen Ringwald; Роузвил, 18. фебруар 1968) америчка је глумица. Постала је тинејџерски идол захваљујући улогама у филмовима Џона Хјуза, међу којима су Шеснаест свећица (1984), Јутарњи клуб (1985) и Лепотица у ружичастом (1986).

## Биографија
Рођена је 18. фебруара 1968. у Роузвилу. Има старије сестре Бет и Кели, као и старијег брата који је преминуо пре него што се родила.